# Prey Nob
Prey Nob es uno de los cuatro distritos que forman la provincia camboyana de Sihanoukville, con una población estimada en marzo de 2008 de 93 141 habitantes. Está dividido en las siguientes  comunas (khum), que se muestran asimismo con población estimada de 2008:
- Andoung Thma 5,587
- Bet Trang 3,809
- Boeng Ta Prum 6,578
- Cheung Kou 11,345
- Ou Chrov 6,416
- Ou Oknha Heng 8,751
- Prey Nob 6,566
- Ream 9,717
- Sameakki 4,569
- Samrong 6,139
- Tuek L'ak 3,814
- Tuek Thla 4,833
- Tuol Toetueng 4,789
- Veal Renh 10,228[1]